# Gonçal Arnús i Pallós
Gonçal Arnús i Pallós   (Barcelona, 31 de juliol de 1878 - 11 de març de 1945) fou un banquer i empresari català, fundador de la Banca Arnús, el 1910.

## Biografia
Era fill d'Emili Arnús i Oliveras i d'Elisabet Pallós i Prats, i net del prestigiós banquer Evarist Arnús, mort el 1890. La manca d'interès del seu pare per continuar els negocis financers familiars, feu que Evarist llegués la banca i els valors borsaris al seu nebot, Manuel. Tanmateix, llegà un edifici al seu net al passatge del Rellotge, on s'instal·là la Banca de Manuel Arnús i Cia. El 1908, sent major d'edat, Gonçal demanà l'execució del testament de l'avi, però Manuel s'hi oposà, perquè l'edifici del banc era molt reconegut entre els barcelonins. Com no s'entengueren, l'oncle decidí dissoldre la societat bancària i traslladar-se a un altre local, fundant la Societat Anònima Arnús-Garí. Per la seva banda, Gonçal, aconsellat pel seu amic i advocat, Francesc Cambó, decidí fundar, el 1910, la Banca Arnús. Amb tot, no va comptar amb capital català, perquè la burgesia del moment no hi mostrà interès, i hagué de basar-se en capital majoritàriament francès, del grup financer Perier et Compagnie.
D'altra banda, habitualment amb col·laboració de Cambó, fou membre dels consells d'administració de diverses empreses, com la Compañía Hispano Americana de Electricidad (CHADE), presidida per Claudi López i Bru, marquès de Comillas, o del de la Companyia de Camins de Ferro de Tànger a Fez, al Marroc, del qual va dimitir el 1924. En aquest sentit, fou soci de la Casa Amèrica de Barcelona, una agència d'informació i influència internacional, on hi tenien participació nombrosos i importants empresaris catalans. Fou també un dels pioners en promoure el turisme a la ciutat de Barcelona, membre de la Sociedad de Atracción de Forasteros, creada el 1908. Pocs mesos després del naixement d'aquesta entitat publicà Barcelona cosmopolita, un opuscle sobre les oportunitats de la indústria del turisme a la capital catalana. Proposava mesures visionàries, com un cànon d'entrada per als vehicles que entressin a Catalunya o la creació de dos grans parcs, a Montjuïc i al Besòs. En aquest sentit, Arnús va promoure el 1919, amb Francesc Cambó, la fundació de l'Hotel Ritz (avui Palace) de Barcelona, considerat el primer allotjament de luxe de l'època a la ciutat.
En l'àmbit personal, estava casat amb Pilar Moraleda.
El 1942 va donar a la ciutat de Badalona una escultura de bronze del seu avi, que hi havia a la seu social de Banca Arnús, substituint-ne la que havia estat destruïda durant la guerra civil.